# Talk That Talk
Talk That Talk este cel de-al șaselea album de studio lansat de cântăreața barbadiană Rihanna.

## Ordinea pieselor pe disc
Versiunea standard
1. „You Da One” — 3:20
2. „Where Have You Been” — 4:02
3. „We Found Love” (împreună cu Calvin Harris) — 3:35
4. „Talk That Talk” (împreună cu Jay-Z) — 3:29
5. „Cockiness (Love It)” — 2:58
6. „Birthday Cake” — 1:18
7. „We All Want Love” — 3:57
8. „Drunk on Love” — 3:32
9. „Roc Me Out” — 3:29
10. „Watch n' Learn” — 3:31
11. „Farewell” — 4:16

Cântece bonus de pe versiunea Deluxe
- „Red Lipstick” — 3:37
- „Da Ya Thing” — 3:43
- „Fool in Love” — 4:15